# Trolltjärnen (Nordmalings socken, Ångermanland, 707041-167068)
Trolltjärnen är en sjö i Nordmalings kommun i Ångermanland och ingår i Leduåns huvudavrinningsområde. Sjön har en area på 0,0197 kvadratkilometer och ligger 241,3 meter över havet.

## Delavrinningsområde
Trolltjärnen ingår i det delavrinningsområde (707050-167028) som SMHI kallar för Utloppet av Trolltjärnen. Medelhöjden är 262 meter över havet och ytan är 0,7 kvadratkilometer. Det finns inga avrinningsområden uppströms utan avrinningsområdet är högsta punkten. Vattendraget som avvattnar avrinningsområdet har biflödesordning 4, vilket innebär att vattnet flödar genom totalt 4 vattendrag innan det når havet efter 38 kilometer. Avrinningsområdet består mestadels av skog (100 procent).